# Kabadüz
Kabadüz est une ville et un district de la province d'Ordu dans la région de la mer Noire en Turquie.

## Personnalités
- Ali Erbaş (1961-), académicien et ministre des Affaires religieuses de Turquie, y est né.